# Jack Vale
Pour les articles homonymes, voir Vale.
Jack Vale (né le 2 septembre 1973) est un comédien américain devenu célèbre grâce à sa chaîne YouTube exposant des vidéos gags en caméra cachée,,,. Il vit actuellement à Roseville, Californie, avec son épouse et ses cinq enfants.

## Vidéos
Ces nombreuses vidéos incluent des farces qu'il nomme des farces "Pooter". Celles-ci impliquent Vale marchant en public provoquant de faux pets à l'aide d'un petit appareil qu'il a créé et filmant la réaction des personnes à l'aide d'un caméscope ; l'appareil utilisé ainsi que le caméscope ont été montrés à l'occasion d'un différend entre Vale et un vieil homme. Une intervention policière a mené à l'interdiction des deux hommes d'accéder au supermarché dans lequel l'altercation a eu lieu.
Vale a fait une apparition dans l'émission Lopez Tonight (en), testant ses blagues sur de nombreuses célébrités durant la 53e cérémonie des Grammy Awards ainsi que dans une émission de téléréalité. Jack Vale travaille souvent avec son oncle, John, qui possède également sa propre chaîne YouTube, unclejohntv.